# Рейс 222 (фильм)
«Рейс 222» — советский двухсерийный политико-психологический фильм-драма, снятый в 1985 году режиссёром Сергеем Микаэляном на студии «Ленфильм». Сюжет фильма навеян атмосферой «холодной войны» и непримиримого противостояния двух систем. Поднимается тема перебежчиков и невозвращенцев и связанные с этим информационная война и пропагандистское противостояние. Основан на реальном инциденте, произошедшем 24—27 августа 1979 года с рейсом SU-316 предприятия «Аэрофлот» и связанном с семейной парой советских балетмейстеров: Александра Годунова и Людмилы Власовой.
Третье место среди советского кинопроката за 1986 год — 35,3 млн зрителей (140-е место среди всех советских фильмов).

## Создание фильма
Большинство ролей, в том числе и основные, в фильме сыграли непрофессиональные актёры. Например, Лариса Полякова была лаборанткой кардиологического центра. Также в фильме снимались продавец, экскурсовод, театральный кассир, вахтёр, лесоруб, техник-механик, доцент Госинститута физкультуры имени П. Лесгафта, инженер по электронике, сотрудник Балтийского пароходства, заместитель начальника ВОХР, врач сборной СССР по парусному спорту и заместитель председателя колхоза из Подмосковья.
В фильме нет главных ролей в привычном понимании. Есть роли большие и маленькие. Отмечу, что все роли (кроме двух, отнюдь не главных) играют не актёры, а люди самых разных профессий. Сколько недоумения было в их глазах, когда им, «пойманным» в метро, в кинотеатре или просто на улице, предлагали сыграть в фильме! И какое радостное изумление читалось на их лицах через много месяцев на первом просмотре готовой картины! Конечно, всем нам это стоило неимоверного труда — каждого приходилось учить азам актерского мастерства, бесконечно повторялись каждое слово, интонация, мельчайший взгляд, поворот. Естественно, на студии поначалу отнеслись скептически к новоиспечённым артистам, а потом… Потом заговорили по-другому…режиссёр Сергей Микаэлян

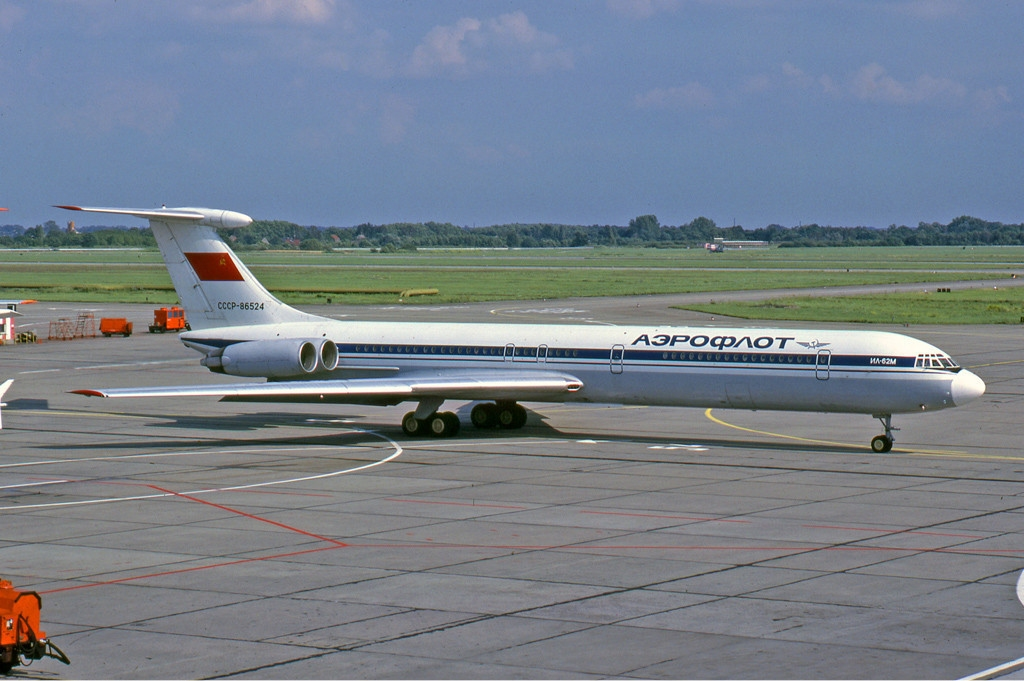
Использовавшийся в фильме Ил-62М борт СССР-86524

Самолётом, на котором разворачиваются основные события, стал Ил-62М с регистрационным номером СССР-86524 (заводской — 3242321), построенный в 1982 году и на момент съёмок относящийся к Шереметьевскому объединённому авиационному отряду Центрального управления международных воздушных сообщений (ЦУМВС) (в реальном случае это был СССР-86478).

## Сюжет
Солистка балета на льду Ирина Панина в составе труппы выступает в Нью-Йорке. Так совпало, что вместе с ней в этом городе оказывается и её муж — известный спортсмен Геннадий Шувалов. Но однажды днём Геннадий исчезает, а той же ночью Ирина узнаёт, что её муж принял решение остаться в США и попросил политического убежища. Опасаясь, что американские спецслужбы насядут на Панину и убедят её также остаться в Штатах, представители советской стороны принимают решение в тот же день отправить её обратно в Москву. В аэропорту имени Кеннеди Ирина садится на рейс SU-222 компании Аэрофлот, но в последний момент иммиграционные власти задерживают вылет и блокируют самолёт полицейскими машинами. Требование американских властей — отпустить Ирину к мужу, так как советские власти хотят её силой вывезти обратно в Советский Союз. Сама Ирина, однако, против этого решения, как и советские граждане. Начинается противостояние советской и американской сторон, в течение которого рейс 222 вынужден простаивать в Нью-Йорке.

## Отличия от реальных событий
Сюжет описывает события с точки зрения самой артистки, а потому некоторые моменты остались «за кадром». На самом деле, когда Александр Годунов получил политическое убежище, в советское посольство на протяжении двух дней, 23 и 24 августа, из Службы иммиграции и натурализации США поступали предупреждения, что американские представители хотят провести собеседование с его женой — Людмилой Власовой, при этом последняя не должна до этого времени покидать страну. Советские дипломаты, в свою очередь, принимали такие сообщения и соглашались с ними. Поэтому, когда артистка неожиданно появилась в аэропорту перед самым вылетом, да ещё в сопровождении сотрудников советских спецслужб, американская сторона закономерно сделала вывод, что Власову действительно хотят увезти на родину насильно, как утверждал Годунов.

## В ролях
| Актёр                  | Роль |
| ---------------------- | --- |
| Лариса Полякова        | фигуристка Ирина Панина (прототип — Людмила Власова)                                                         |
| Николай Кочнев         | советник-посланник Артём Иванович Гордеев (прототип — Евгений Макеев (озвучивание Юрий Демич)                |
| Николай Алешин         | вице-консул СССР в США Павел Петрович Курзанов (озвучание - Александр Романцов) (прототип — Владимир Плечко) |
| Александр Бабанов      | представитель «Аэрофлота» в Нью-Йорке Глеб Антонович (озвучание - Семён Морозов)                             |
| Евгений Яхонтов        | 2-й секретарь посольства СССР в США Даниил Андреевич (прототип — Вадим Кавалеров)                            |
| Герман Катющенко       | сотрудник торгпредства Алексей Родионович                                                                    |
| А. Иванов              | директор труппы Валентин Николаевич (прототип — Юрий Григорович) (озвучивание Владислав Стржельчик)          |
| Александр Колесников   | Миша администратор балета                                                                                    |
| Юрий Шадрин            | командир воздушного судна Иван Кириллович (прототип — В. А. Милованов)                                       |
| Вилнис Бекерис         | сотрудник Государственного департамента США Майкл Дрейк (прототип — Дональд Макгенри)                        |
| Георгий Карельский     | сотрудник Государственного департамента США Десьюжн Бигли (прототип — Эдвард Гурвиц)                         |
| Валентин Букин         | Фёдор начальник Главка                                                                                       |
| Айварс Силиньш         | сотрудник Государственного департамента США Форрест                                                          |
| Александр Кайдановский | закадровый перевод с иностранного языка                                                                      |

## Отзывы
«Рейс 222» появился в середине 1980-х годов, как раз в разгар обострений отношений между СССР и США. На фоне большинства советских кинофильмов того времени «Рейс 222» отличался выраженным советским патриотизмом и антиамериканизмом, а на проводившемся в Алма-Ате Всесоюзном кинофестивале-86 получил приз «За яркое воплощение на экране темы советского патриотизма». Другим патриотическим фильмом, представленным на данном кинофестивале, был боевик «Одиночное плавание», который обошёл «Рейс 222» по числу просмотров и стал одним из лидеров советского кинопроката (более 40 млн зрителей).
«Рейс 222» по числу просмотров (35,3 млн зрителей) занял третье место в советском кинопрокате 1986 года, уступив «Одиночному плаванию» и «Двойному капкану».
Мне приятно, что картину «принял» зритель, что она идёт в переполненных залах. Но вот критики почему-то фильм как бы не заметили. Обидно. Ведь я ждал не похвал. Доброжелательный, профессиональный разбор картины очень помог бы мне в дальнейшей работе…режиссёр Сергей Микаэлян
Актриса и балетмейстер Людмила Власова, на чьей истории и основан сюжет, оценила фильм как «крайне неудачный».
Фильм получился лживым, пропагандистским, — сетует Власова. — Режиссёр Сергей Микаэлян говорил мне, что хочет снять о любви, но не получились ни актёрская игра, ни драматургия…Людмила Власова
Власова так описала развитие ситуации с задержкой рейса «Аэрофлота» американской стороной в Международном аэропорту имени Кеннеди во время инцидента с Ил-62 в Нью-Йорке 24 августа 1979 года:
Когда переговоры зашли в тупик, американцы предложили вести переговоры на нейтральной полосе, ведь самолёт Аэрофлота считался территорией СССР. Они пристроили к люку, откуда подавали в самолёт пищу, длинную кишку, и мы с Григоровичем и консулом отправились на переговоры. С американской стороны были заместитель председателя ООН, переводчик, адвокат Саши и врач. Врач, оказывается, должен был определить, не накачана ли я наркотиками. Меня долго упрашивали остаться, но я твердила, что должна вернуться к своей матери, она не выдержит всего этого. Адвокат не произнёс ни слова, но он стал весь мокрый. Выходили они все, как побитые. Нам разрешили взлететь…Людмила Власова